# Macrothrix montana
Macrothrix montana är en kräftdjursart som beskrevs av Birge 1904. Macrothrix montana ingår i släktet Macrothrix och familjen Macrothricidae. Inga underarter finns listade i Catalogue of Life.